# Hibiscus striatus
Hibiscus striatus är en malvaväxtart som beskrevs av Antonio José Cavanilles. Hibiscus striatus ingår i Hibiskussläktet som ingår i familjen malvaväxter.

## Underarter
Arten delas in i följande underarter:
- H. s. lambertianus
- H. s. striatus